# Ollepa (przystanek kolejowy)
Ollepa – przystanek kolejowy w miejscowości Ollepa, w prowincji Järvamaa, w Estonii. Położony jest na linii Tallinn – Viljandi.
Dawniej przystanek zlokalizowany był 500 m na północ (w stronę Tallinna).